# HMS Asia (1764)
HMS Asia (1764) — 64-пушечный линейный корабль 3 ранга Королевского флота.

## Постройка
Заказан 20 марта 1758 года. Название присвоено 28 октября 1760 года. Спущен на воду 3 марта 1764 года на королевской верфи в Портсмуте, немедленно поставлен в отстой. Второй корабль Его величества, названный в честь азиатского континента. Единственный корабль, построенный по этому чертежу (проект одобрен 20 марта 1758).
Сэр Томас Слейд проектировал Asia как первый истинно 64-пушечный корабль (все предыдущие были перестройками из старых 60-пушечных). В этом отношении он был экспериментальным, и во многом отличался от предыдущих. Как обычно для новых проектов, имел несколько увеличенные размеры (примерно на 200 тонн большее водоизмещение) и дополнительные пушечные порты. Несмотря на это, нёс на гон-деке только 24-фунтовые пушки, в отличие от 32-фунтовых у предшественников 1740-х годов.

## Служба

### Американская война за независимость
Вступил в строй в марте 1771 года, капитан Ричард Кинг (англ. Richard King), брандвахта в Портсмуте.
1773 — 22 июня присутствовал на смотре флота в Спитхеде.
1774 — капитан Джордж Вандепут (англ. George Vandeput).
1775 — 10 июня ушёл в Северную Америку.
1776 — июль, на якоре у Стэтен-Айленд для забора воды; в 8 милях от Нью-Йорка; август, подвергся атаке американского брандера, начинённого взрывчаткой; брандером командовал Сайлс Талбот, будущий капитан USS Constitution.
1777 — апрель-август, малый ремонт и оснащение в Портсмуте.
1778 — 24 апреля ушёл в Ост-Индию; август, был при Пондишерри.
1781 — апрель, вернулся в Англию, выведен в резерв и рассчитан.
1782 — январь-июнь, ремонт и обшивка медью в Чатеме; введен в строй в марте, капитан Ричард Блай (англ. Richard Bligh), Флот Канала; 11 сентября с флотом адмирала Хау участвовал в снятии осады с Гибралтара; 20 октября был при мысе Спартель.
1783 — март, выведен в резерв и рассчитан.
1786 — май, большой ремонт в Чатеме по июнь 1787 года.

### Французские революционные войны
1790 — июнь, введен в строй во время так называемого «испанского вооружения», капитан Эндрю Митчелл (англ. Andrew Mitchell), затем снова в резерв; август, оснащение в Чатеме.
1793 — апрель-август, оснащение в Чатеме; введен в строй, капитан Джон Браун (англ. John Brown); 26 декабря ушёл в Вест-Индию.
1794 — Вест-Индия, с флотом Джона Джервиса; 20 марта участвовал в атаке на Форт-Ройял, Мартиника; по плану Asia и HMS Zebra должны были войти в бухту Килевания (фр. Carenage) для обстрела форта, но Asia так и не заняла позицию, из-за того что бывший капитан порта, взятый на борт в качестве лоцмана, отказался вести корабль в бухту; июль, вернулся в Англию; август, капитан Джон Мак-Дугл (англ. John M'Dougall), эскадра в Даунс.
1795 — январь, эскадра Северного моря; с июня флагман контр-адмирала Томаса Прингла (англ. Thomas Pringle).
1796 — май, капитан Роберт Мюррей (англ. Robert Murray); 16 августа ушёл в Галифакс.
1798 — октябрь, Галифакс, флагман Джорджа Вандепута, уже вице-адмирала.
1800 — ноябрь, вернулся в Англию; по другим данным, прибыл в Портсмут 30 октября после пятинедельного перехода в сопровождении транспортов Mary Ann (24-й полк на борту) и Duchess of Rutland (26-й полк); остальные транспорты конвоя: Diamond (кавалерия герцога Кентского), Leighton, Laurel и Duke of Kent, пошли дальше в Даунс; в конце года выведен в резерв; капитан Мюррей сдал командование.
1801 — 15 января вместе с другими кораблями в порту прошёл инспекцию Военно-морского комитета; все получили приказ немедленно оснащаться для службы в море; январь-март, оснащение в Чатеме; введен в строй в феврале, капитан Джон Доусон (англ. John Dawson); вошёл в балтийскую эскадру вице-адмирала Чарльза Пола.
1802 — капитан Мак Иннес (англ. M'Innes); 27 октября вышел из Портсмута назначением в Ост-Индию.
1803 — март, выведен в резерв и рассчитан.

### Наполеоновские войны
Разобран в Чатеме в августе 1804 года.